# Vitrinella alaskensis
Vitrinella alaskensis är en snäckart som beskrevs av Bartsch 1907. Vitrinella alaskensis ingår i släktet Vitrinella och familjen Vitrinellidae. Inga underarter finns listade i Catalogue of Life.